# Conversion de l'éparchie de Chelm
 (avril 2011).
Si vous disposez d'ouvrages ou d'articles de référence ou si vous connaissez des sites web de qualité traitant du thème abordé ici, merci de compléter l'article en donnant les références utiles à sa vérifiabilité et en les liant à la section « Notes et références ».
La Conversion de l'Éparchie de Chełm désigne la conversion généralement forcée de l'éparchie de Chełm (qui était auparavant uniate, ralliée à l'église catholique romaine) à la foi orthodoxe.
Elle a été réalisée en mai 1875.